# NoDrama
NoDrama ist eine spanische Alternative-Metal-Band aus Leioa, welche 2002 unter dem Namen Voodoo gegründet wurde.

## Geschichte
Die Band wurde 2002 von dem Gitarristen Iñigo Zorrilla und dem Schlagzeuger Nikola Goñi unter dem Namen Voodoo gegründet. Auf der Suche nach neuen Mitgliedern stießen der Sänger Aimar Antxia, der Gitarrist Iker Llona und der Bassist Xabier Altzugarai der Band hinzu. Im Jahre 2005 verließ Iñigo Zorrilla aus persönlichen Gründen die Band und wurde durch Koldo Gorozika, welcher bereits zuvor in einer anderen Band mit dem Namen Iraina spielte, ersetzt. Aufgrund dieser Umstellung beschloss die Band einen Neustart und benannte sich in NoDrama um, unter welchem sie 2006 die Demo …Before Mind veröffentlichten, welche sie selbst vertrieben. Anfang 2007 begab sich die Band ins Studio, wo sie mit den Aufnahmen zu I Mind, einer weiteren Demo, begannen, welche ein Jahr später unter Fragment Records veröffentlicht wurde. Aufgrund der positiven Resonanz von der Presse erlangte die Band einen größeren Bekanntheitsgrad, infolgedessen die Band Konzerte mit Cynic oder Whitesnake verbuchen konnte. Nach einer längeren Pause, in der sich die Band der Komposition von neuen Liedern widmete, meldete sich die Band Anfang April 2012 mit ihrem Debütalbum The Patient zurück, welches sie über das italienische Plattenlabel Coroner Records veröffentlichten. Nach einer gemeinsamen Europa-Tour mit Vicious Rumors und The Order of Chaos verließ der Bassist Xabier Altzugarai die Band. Für ihn stieß Dann Hoyos der Band hinzu, welcher die zweite Gitarre übernahm, weswegen Iker Llona von der Gitarre zum Bass wechselte.

## Stil
Charakteristisch für die Band ist der Einsatz von Soli und Doublebass, wobei sie zwischen verschiedenen Genres wie moderne Rockmusik, Alternative-, Heavy- und Thrash-Metal springt. Die Musik der Band wird als eine Mischung aus Ill Niño, Incubus, Metallica, Killswitch Engage und Iron Maiden beschrieben.

## Diskografie

### Alben
- 2012 The Patient (Coroner Records/Twilight Vertrieb[6] (Vertrieb))

### Demos
- 2006: …Before Mind (Eigenvertrieb)
- 2008: I Mind (Fragment Records)